# Pitcairnia amblyosperma
Pitcairnia amblyosperma är en gräsväxtart som beskrevs av Lyman Bradford Smith. Pitcairnia amblyosperma ingår i släktet Pitcairnia och familjen Bromeliaceae. Inga underarter finns listade i Catalogue of Life.